# Gunnar Müllern
Gunnar Anders Bertil Müllern, född 16 juni 1904 i Näskott, Jämtlands län, död 4 november 1973 i Essinge församling, Stockholm, var en svensk journalist, redaktör och författare.

## Familj
Gunnar Müllern gifte sig 1934 med Sonja Lindgren (född 1906) och de fick fyra barn (födda 1935–1947).

## Biografi
Gunnar Müllern studerade 1920–1921 vid Lycée Malesherbes i Caen i Frankrike, och tog 1923 studentexamen vid Beskowska skolan i Stockholm. Han studerade 1924–1925 vid Lunds universitet. Han var anställd vid polisverket i Stockholm fram till 1928.
Han var reporter i Nya Dagligt Allehanda till 1936 och från detta år i Stockholms-Tidningen. Han var 1939 Stockholms-Tidningens och Aftonbladets korrespondent i Paris, Aftonbladets korrespondent i finska vinterkriget, dess korrespondent i Berlin 1940–1942 och krigskorrespondent vid väst- och östfronterna. Han var utrikespolitisk medarbetare i Aftonbladets hemmaredaktion från 1942 och ännu 1969.
Han blev 1948 amanuens i Frimurarordens arkiv och bibliotek.
Aftonbladet höll en konservativ/protysk linje under andra världskriget och köptes av LO först 1956.